# Seether
Seether és una banda de Post-grunge d'origen sud-africà, tot i que establerta als EUA. Anomenada originalment Saron Gas (un joc de paraules entre una arma anomenada «gas sarín», usada durant la guerra de Corea, i Saron una ex del líder del grup).
Saron Gas va començar a Pretòria fent les seves primeres actuacions en festes, clubs nocturns, concerts de petita escala, exhibicions en universitats, com la Universitat de Ciutat del Cabo, i la Universitat de Stellenbosch, durant l'estiu del 2001.

## Història

### Fragile
Saron Gas va treure el seu primer àlbum, anomenat Fragile, amb Musketeer Records, l'any 2000 a Sud-àfrica. Després de l'èxit al continent, Wind-up records es va interessar en el so melòdic però pesat del grup i van signar un contracte. Va ser així quan va néixer Seether, un nom inspirat per una cançó del grup Veruca Salt.

### DisclaimeriDisclaimer II
Aquest disc els obre les portes d'Amèrica, especialment el seu senzill  «Fine Again», de gran fama a causa, entre altres coses, del seu videoclip.
Durant el seu festeig amb la cantant del grup Evanescence Amy Lee, el cantant i líder Shaun Morgan es va veure impulsat per la seva discogràfica a reeditar Disclaimer amb cançons noves i la versió de «Broken» amb la pròpia Amy Lee, que va ser un èxit impressionant, fins i tot a Europa, per formar part de la banda sonora de la pel·lícula The Punisher. Així sorgeix Disclaimer II, primer disc que arriba a Europa.

### Karma and Effect
El 2005 editen Karma and Effect, amb el senzill «Remedy» que fins i tot supera l'èxit obtingut per «Broken» a EUA. A Europa té sort dispar, ja que a Espanya, per exemple, el Karma and Effect va passar pràcticament desapercebut.
La seva ascensió continua als EUA amb la balada «The Gift», tercer senzill després de «Truth».
Amb la sortida del guitarrista Pat Callahan del grup per motius no confirmats, amb prou feines un mes abans del llançament del seu disc en acústic One Cold Night retornen als orígens com una banda de tres, amb Morgan, el baixista Dale Stewart i el bateria John Humphery, prometent disc nou per a l'agost del 2007.

### One Cold Night
El dia 11 de juliol es publica One Cold Night amb les versions de «Remedy», i sobretot «The Gift», en acústic que aconsegueixen un gran èxit.
El cantant i líder de la banda Shaun Morgan decideix rehabilitar-se en una clínica de desintoxicació per intentar superar els seus problemes d'alcohol.
Després d'un temps en què el grup sembla estar immers en la producció d'un nou disc, apareixen uns vídeos al MySpace de la banda contenint diversos fragments del que semblava una cançó nova: «Like Suicide».

### Finding Beauty in Negative Spaces
El que en principi havia de ser un disc nou per a l'agost del 2007, es perllonga fins a l'octubre, quan surt amb el nom de Finding Beauty in Negative Spaces.
Al setembre encapçalen una gira pels Estats Units juntament amb dues altres bandes, Three Days Grace i Breaking Benjamin
No obstant això, la mala sort i l'infortuni semblen perseguir el líder Shaun Morgan, ja que en un desgraciat dilluns, a finals d'agost del 2007, el seu germà Eugene Welgemoed se suïcida llançant-se des d'un vuitè pis a l'hotel Radisson de Rapid City. Shaun estava molt lligat al seu germà, així com tota la banda.
A principis de setembre, Seether llança el primer senzill «Fake It» del seu nou disc Finding Beauty in Negative Spaces. Lògicament, el primer senzill del disc «Like Suicide» va perdre tota lògica després del desgraciat incident del seu germà. A l'abril de 2008 surt a llum el segon senzill «Rise Above This» a la seva pàgina oficial i el vídeo MTV2 el 5 d'abril en memòria del seu germà Eugene Welgemoed.
El 23 d'octubre surt a la venda a càrrec de la producció d'Howard Benson (Three Days Grace, My Chemical Romance).
El 21 d'abril de 2009, el disc es va reeditar amb dues versions del clàssic de George Michael «Careless Whisper», la qual es va convertir en tot un èxit.

### Holding Onto Strings Better Left to Fray
El 17 de març de 2011, la banda va treure el sisè àlbum d'estudi Holding Onto Strings, Better Left to Fray, produït per Brendan O'Brien i que va aconseguir la segona posició de Billboard 200. Dos dels temes més exitosos «No Resolution» i «Country Song»
Uns dies abans del llançament de l'àlbum, precisament el 8 de març, Shaun Morgan va anunciar a través de Twitter que el guitarrista Troy McLawhorn havia decidit deixar la banda per unir-se a Evanescence. McLawhorn es va convertir-se llavors en un nou membre.
El Seether va tocar a l'escenari principal del Uproar Festival juntament amb Avenged Sevenfold, Three Days Grace i Bullet for My Valentine.
El 30 de novembre de 2013, Seether va llançar el senzill inèdit «Goodbye Tonight», juntament amb Van Coke Kartel i Jon Savage. La cançó també apareix en l'edició de luxe de Isolate and Medicate.

### Isolate and Medicate
El setè àlbum d'estudi, Isolate and Medicate, va ser llançat l'1 de juliol de 2014, on també va debutar Bryan Wickmann com a nou guitarrista del grup. La cançó «Words as Weapons» també es va posar a disposició per a la seva descàrrega gratuïta.
Seether es va embarcar en una gira amb 3 Doors Down.

### Poison the Parish
Poison the Parish va sortiir el 12 de maig dle 2017. És el primer àlbum de la banda a presentar un nou logo en la portada.
L'àlbum, produït pel mateix Shaun Morgan, presenta un so més pesat que els llançaments anteriors. Amb un ajustament de guitarra-baix-bateria, en què el so «fangós» de les guitarres s'emfatitza per la producció més crua de la percussió que retorna a peces molt més grunge-metal i abandona completament algunes temptacions pop rock presentat en els últims àlbums.
El primer senzill, «Let You Down» va ser publicat el 23 de febrer de 2017. També «Stoke the Fire», «Nothing Left», «Count Me Out» i «Betray and Degrade».
El 2018, el grup va realitzar una gira europea juntament amb Nickelback.

### Si Vis Pacem, Per Bellum
El 24 de juny del 2020, la banda va anunciar que el seu vuitè àlbum d'estudi, Si Vis Pacem, Per Bellum, (Si vols pau, prepara't per a la guerra) es llançaria el 28 d'agost a través de Fantasy Records. També van llançar el primer senzill, «Dangerous», l'àlbum presenta 13 pistes noves, i va ser produït per Morgan i dissenyat i mesclat per Matt Hyde (Deftones, AFI) a Nashville des de desembre de 2019 fins al gener del 2020.

## Estil musical i influències
Seether estan fortament influenciats pels grups grunge nord-americans com Nirvana i Alice in Chains.
Stephen Thomas Erlewine de AllMusic va escriure: «el cantant i compositor de Seether, Shaun Morgan, és un adorador flagrant de Kurt Cobain, i utilitza el so de Nirvana com a model inicial sobre el qual desenvolupar i construir el so del Seether». Altres bandes que han tingut una gran influència en el grup emfatitzant el seu component de metal alternatiu són Deftones i Creed.

## Membres
- Shaun Morgan - Vocals i guitarra
- Dale Stewart - Baix i vocals
- John Humphrey - Bateria
- Corey Lowery - Guitarra i vocals

### Anteriors membres
- Bryan Wickmann - Guitarra i vocals (membre de gira 2017–2018)
- Clinton Young: En Saron Gas
- Nick Annis
- Dave Cohoe: bateria (va deixar la banda al febrer de 2002)
- Nick Oshiro: bateria (març de 2002-2003)
- Kevin Soffera: bateria
- Pat Callahan: guitarra (2002- juny 2006)
- Troy McLawhorn - Guitarra (2009- febrer 2011)

### Línia de temps
Unable to compile EasyTimeline input:

Timeline generation failed: 3 errors found

Line 10:  id:bass value:blue legend:Bajo eléctrico

- Invalid attribute 'eléctrico' ignored.

```
 Specify attributes as 'name:value' pairs.

```

Line 12:  id:lines value:black legend:Álbumes de estudio

- Invalid attribute 'estudio' ignored.

```
 Specify attributes as 'name:value' pair(s).

```

Line 12:  id:lines value:black legend:Álbumes de estudio

- Invalid attribute 'de' ignored.

```
 Specify attributes as 'name:value' pairs.

```

## Discografia

### Àlbums
- 2000 Fragile
- 2002 Disclaimer
- 2004 Disclaimer II
- 2005 Karma and Effect
- 2006 One Cold Night
- 2007 Finding Beauty in Negative Spaces
- 2011 Holding Onto Strings Better Left to Fra
- 2014 Isolate and Medicate
- 2017 Poison the Parish
- 2020 Si Vis Pacem, Per Bellum

### Cançons en Bandes Sonores
| Pel·lícula                  | Cançó                           | Any  |
| --------------------------- | ------------------------------- | ---- |
| The Texas Chainsaw Massacre | «Pig»                           | 2003 |
| Daredevil                   | «Hang on»                       | 2003 |
| Freddy contra Jason         | «Out of My Way»                 | 2003 |
| The Punisher                | «Broken» (presentant a Amy Lee) | 2004 |
| The Punisher                | «Sold Me»                       | 2004 |
| Masters of horror II        | «Needles»(Acústica en viu)      | 2006 |
| Lost Boys: The Tribe        | «Burrito» (Acústica en viu)     | 2006 |
| The Punisher: Warzone       | «Fallen»                        | 2008 |
| NCIS                        | No Shelter                      | 2009 |

### Cançons en Videojocs
- «Fine Again» - 1080º Avalanche
- «Fine Again» - Madden NFL 2003
- «Fake It» - Burnout Paradise
- «Remedy» - Test Drive Unlimited

### Cançons en WWE (World Wrestling Entertainment)
- 2004 - WWE Bad Blood - «Sold Em»
- 2005 - WWE SummerSlam - «Remedy»
- 2008 - WWE No Way Out - «Fake It»
- «Out of My Way» - Cançó de presentació del Wrestler Zach Gowen
- 2012 - WWE Hall Of Fame (dedicat a Edge) - «Tonight»

## Videografia
- Fine Again
- Driven Under
- Gasoline
- Broken (amb Amy Lee)
- Remedy
- Truth
- The Gift
- Fake It
- Rise Above This
- Breakdown
- Careless Whisper (Cover de George Michael)
- Country Song
- Here and Now
- Tonight
- Words As Weapons
- Same Damn Life
- Save Today
- Nobody Praying for Me
- Let You Down
- Betray and Degradi
- Against The Wall